# 8148 Golding
A 8148 Golding (ideiglenes jelöléssel (8148) 1985 CR2) a Naprendszer kisbolygóövében található aszteroida. Henri Debehogne fedezte fel 1985. február 15-én.